# Test Match (jeu de société)
Test Match est un jeu de société sur le thème du cricket publié pour la première fois en 1955 par John Waddington Limited au Royaume-Uni et John Sands Pty. Ltd en Australie.
Le jeu original dépend entièrement du hasard et est similaire, dans son principe, au pencil cricket.
Une version tridimensionnelle a été publiée par Crown et Andrews en 1977. Selon Jackson, il s'agit du « plus grand jeu de plateau de cricket de tous les temps ».